# Salvinia-Effekt
Der Salvinia-Effekt beschreibt die dauerhafte Stabilisierung einer Luftschicht auf einer Oberfläche unter Wasser. Basierend auf biologischen Vorbildern (z. B. den Schwimmfarn (Salvinia), oder den Rückenschwimmer (Notonecta)) eröffnen biomimetische technische Salvinia-Oberflächen u. a. die Möglichkeit der Beschichtung von Schiffen, die reibungsreduziert (erste prototypische Oberflächen zeigten eine Reibungsreduktion von bis zu 30 %) auf einer Luftschicht durch das Wasser gleiten und Energie und Emissionen einsparen. Weitere Anwendungen sind die Adsorption von Öl zum Entfernen von Ölfilmen auf Gewässern und Unterwassersensoren wie neuartige Hydrophone.
Voraussetzungen sind extrem wasserabstoßende superhydrophobe Oberflächen mit bis zu mehrere Millimeter langen haarartigen gekrümmten und elastischen Strukturen, die unter Wasser die Luftschicht einschließen. Der Salvinia-Effekt wurde von dem Biologen und Bioniker Wilhelm Barthlott (Universität Bonn) und Mitarbeitern entdeckt und seit 2002 systematisch an Tieren und Pflanzen untersucht; Grundlage war der in der gleichen Arbeitsgruppe früher entdeckte Lotus-Effekt. Publikationen und Patentierungen erfolgten zwischen 2006 und 2016. Die Schwimmfarne (Salvinia) mit extrem kompliziert geformten Haaren und die Rückenschwimmer der Gattung Notonecta mit einer komplexen Doppelstruktur aus Haaren (Setae) und Microvilli erwiesen sich als geeignete biologische Vorbilder. Drei der etwa zehn bekannten Salvinia-Arten zeigten darüber hinaus die erstaunliche, scheinbar paradoxe Besonderheit einer chemischen Heterogenität: hydrophile Haarspitzen, die die Luftschicht zusätzlich stabilisieren.

## Salvinia,Notonectaund andere Lebewesen mit lufthaltenden Oberflächen

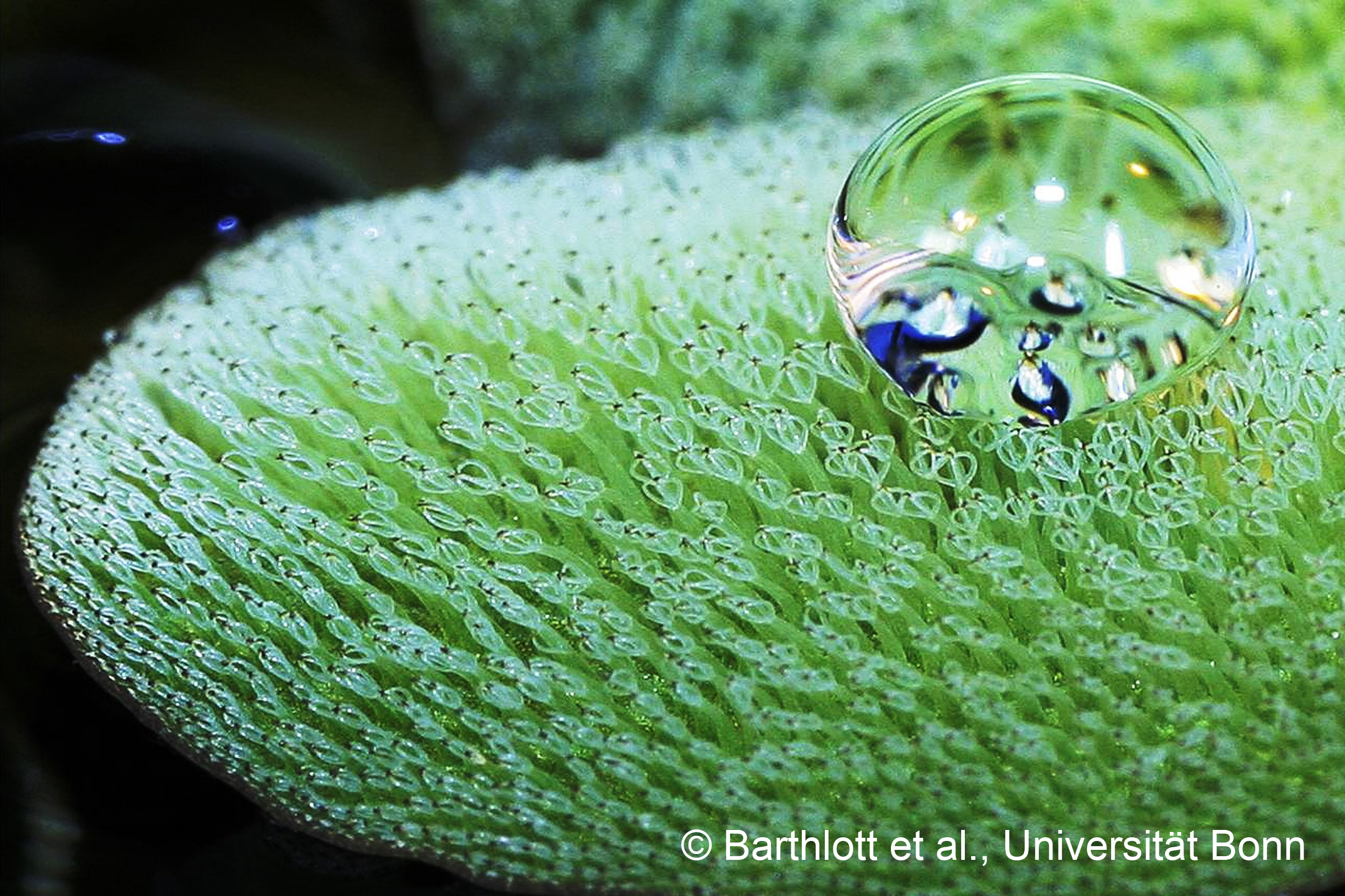
Wassertropfen auf einem Schwimmblatt des Schwimmfarns Salvinia molesta. Aufgrund der superhydrophoben Eigenschaften der Oberfläche kann der Tropfen nicht zwischen die Trichome dringen, durch die hydrophilen Spitzen („Ankerzellen“) wird er festgehalten.

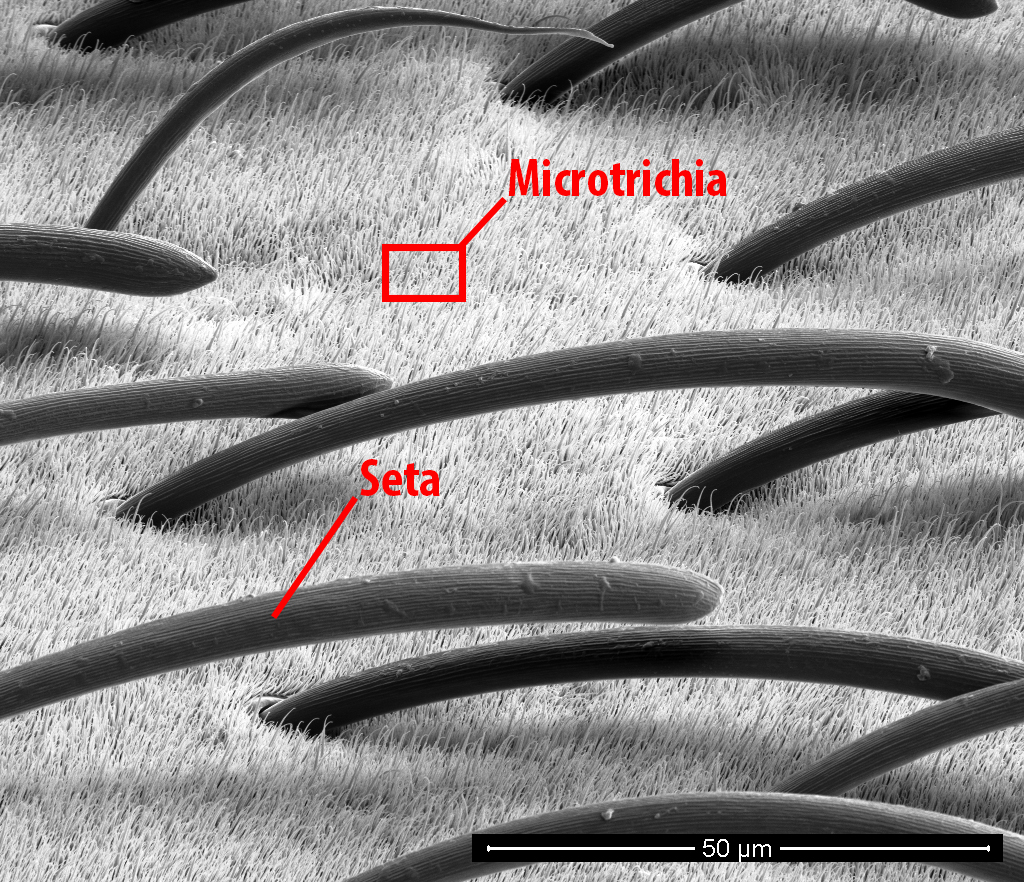
Rückenschwimmer Notonecta glauca: die dem Wasser zugewandte Flügelseite weist eine hierarchische Struktur von langen Haaren (Setae) und einen Flaum von Microvilli auf.

Werden extrem Wasser abweisende (superhydrophobe), strukturierte Oberflächen unter Wasser getaucht, so wird Luft, für eine begrenzte Zeit, zwischen den Strukturen eingeschlossen („Air trapping“) und von der Oberfläche gehalten. Die untergetauchten Oberflächen weisen dann einen silbrigen Glanz aufgrund der Lichtreflexion an der Grenzfläche zwischen Luft und Wasser auf (siehe Totalreflexion). Langfristig gehaltene Luftschichten sind auch von unter Wasser lebenden Arthropoden bekannt, die über diese „Luftglocke“ (Plastron) atmen: beispielsweise die Wasserspinne (Argyroneta) und die Grundwanze (Aphelocheirus). Luftschichten dienen auch zur Reibungsreduktion bei sich schnell unter Wasser bewegenden Tieren, wie dem Rückenschwimmer Notonecta.
Die besten bekannten Beispiele für eine langzeitstabile Lufthaltung unter Wasser sind die Schwimmfarne der Gattung Salvinia. Die sind mit etwa zehn sehr unterschiedlich großen Arten, die sich auch in ihrer Oberflächenarchitektur stark unterscheiden, in stehenden Gewässern aller wärmeren Gebiete der Erde anzutreffen. Eine Art, Salvinia natans, kommt auch in Mitteleuropa vor. Die Oberseite der Schwimmblätter ist stark Wasser abweisend und weist eine äußert komplizierte und artspezifisch sehr unterschiedliche samtige Behaarung auf. Bei einigen Arten sind die immer vielzelligen 0,3–3 mm langen Haare einzelstehend (z. B. Salvinia cucullata), bei Salvinia oblongifolia sind zwei Haare an der Spitze verbunden. Bei Salvinia minima und Salvinia natans stehen vier freie Haare auf einem Sockel. Die komplexesten Haare haben die Riesen-Salvinia Salvinia molesta und Salvinia auriculata sowie nahe verwandte Arten: auf einem gemeinsamen Stiel stehen je vier Haare, die aber an der Spitze verbunden bleiben. Das Ganze ähnelt einem mikroskopischen Schneebesen und hat zu dem treffenden Namen „Schneebesen-Haare“ (eggbeater trichomes) geführt. Die gesamte Blattoberfläche – inklusive der Haare – ist mit nanoskaligen Wachskristallen überzogen, die für den Wasser abweisenden Charakter der Oberfläche verantwortlich sind. Die Blattoberflächen sind somit ein klassisches Beispiel für eine „hierarchische Strukturierung“.
Die Schneebesen-Haare von Salvinia molesta und die nahe verwandten Arten (z. B. Salvinia auriculata) zeigen eine zusätzliche bemerkenswerte Eigenschaft. Die vier Zellen („Anker-Zellen“) an den Spitzen der Trichome sind im Gegensatz zur übrigen Oberfläche, wachsfrei: also hydrophile Inseln auf einer superhydrophoben Oberfläche. Diese chemische Heterogenität ermöglicht ein „Pinning“ der Luft-Wasser-Grenzfläche und durch dieses „Salvinia-Paradox“ optimierte druckstabile und persistente Luftschichten unter Wasser.
Die Luftschicht der langsam flottierenden Schwimmfarne dient nicht zur Reibungsreduktion. Die ökologisch extrem anpassungsfähige Salvinia molesta ist inzwischen in allen Tropen und Subtropen der Erde eine der bedeutendsten invasiven Pflanzen und wurde somit zu einem wirtschaftlichen und ökologischen Problem. Ihre Wachstumsgeschwindigkeit ist vielleicht die höchste aller Gefäßpflanzen. Sie kann unter optimalen Bedingungen in den Tropen ihre Biomasse innerhalb von vier Tagen verdoppeln. Für ihren ökologischen Erfolg spielt wahrscheinlich der hier beschriebene Salvinia-Effekt eine entscheidende Rolle: die mehrschichtigen flottierenden Matten können in der Luftglocke unter Wasser ihre Funktion des Gasaustausches aufrechterhalten.

## Funktionsprinzip

Schematische Abbildung der Stabilisierung unter Wasser gehaltener Luftschichten durch hydrophile Ankerzellen (Salvinia-Paradox).

Der Salvinia-Effekt beschreibt Oberflächen, die durch eine hydrophobe Chemie in Verbindung mit einer komplexen Architektur in nano- und mikroskopischer Dimension in der Lage sind, dauerhaft verhältnismäßig dicke Luftschichten unter Wasser zu halten. Entdeckt wurde das Phänomen bei der Untersuchung von im Wasser lebenden Pflanzen und Tieren, die systematisch 2002–2007 von Wilhelm Barthlott und Mitarbeitern an der Universität Bonn untersucht wurden, Grundlage war der in der gleichen Arbeitsgruppe viel früher entdeckte ähnliche Lotus-Effekt. Es wurden fünf Kriterien definiert, die die Existenz stabiler Luftschichten unter Wasser ermöglichen und seit 2009 als Salvinia-Effekt bezeichnet werden: die (1) hydrophobe Chemie der Oberfläche, die in Kombination mit (2) Nanostrukturen eine Superhydrophobie generiert, (3) haarartige mikroskopische einige Mikro- bis mehrere Millimeter hohe Strukturen, die (4) Hinterschneidungen aufweisen und (5) elastisch sind. Elastizität scheint für die Kompression der Luftschicht unter wechselnden hydrostatischen Bedingungen wichtig zu sein. Als zusätzlich optimierendes Kriterium können chemische Heterogenitäten durch Ankerzellen als hydrophile Pins (Salvinia-Paradox) hinzukommen. Es handelt sich um das Paradebeispiel einer hierarchischen Strukturierung auf mehreren Ebenen.
In der Biologie sind Salvinia-Effekt-Oberflächen immer in relativ kleine Kompartimente mit einer Länge von etwa 0,5–8 cm fragmentiert und die Ränder durch eine besondere Mikroarchitektur vom seitlichen Entweichen der Luft geschützt. Diese Kompartimentierung mit ihren Randeffekten sind für die technische Umsetzung von Bedeutung.
Im Folgenden wird das Funktionsprinzip am Beispiel von Salvinia molesta erklärt. Ihre Blätter sind in der Lage, unter Wasser eine Luftschicht langzeitstabil (mehrere Wochen) an ihrer Oberfläche zu halten. Wird ein Blatt unter Wasser gezogen, so zeigt sich der zuvor beschriebene silbrige Glanz an der Blattoberfläche. Die Besonderheit bei Salvinia molesta liegt in der Langzeitstabilität. Während die Luft bei den meisten hydrophoben Oberflächen bereits nach kurzer Zeit verschwunden ist, ist Salvinia molesta in der Lage, sie für mehrere Tage, sogar Wochen zu halten, wobei die Dauer lediglich durch die Lebenszeit des Blattes limitiert wird.
Die hohe Stabilität der Luftschicht ist auf die zunächst paradox erscheinende Kombination einer superhydrophoben (Wasser abweisenden) Oberfläche mit hydrophilen (Wasser liebenden) Stellen an den Strukturspitzen zurückzuführen.
Beim Untertauchen gelangt aufgrund des superhydrophoben Charakters der Oberfläche kein Wasser zwischen die Haare und somit wird eine Luftschicht eingeschlossen. Das Wasser wird jedoch durch die vier wachsfreien (hydrophilen) Zellen an der Spitze jedes Haars festgehalten.
Dieses „Festhalten“ sorgt nun für eine Stabilisierung der unter Wasser gehaltenen Luftschicht. Das Prinzip ist in der Abbildung gezeigt.
Hier sind schematisch zwei unter Wasser getauchte, lufthaltende Oberflächen dargestellt: Auf der linken Seite eine rein hydrophobe Oberfläche, auf der rechten Seite eine Oberfläche mit hydrophilen Spitzen.
Wird nun ein Unterdruck angelegt, so bildet sich im Fall der rein hydrophoben Oberfläche (links) recht schnell eine Luftblase, die sich über mehrere Strukturen erstreckt, da das Wasser lediglich auf den Strukturspitzen aufliegt. Diese Blase kann schnell anwachsen und sich ablösen. Die Luft steigt an die Oberfläche und die Luftschicht wird bis hin zu ihrem völligen Verschwinden verringert.
Im Fall der Oberfläche mit hydrophilen Spitzen (rechts) wird das Wasser durch die hydrophile Stelle an der Spitze jeder Struktur „festgepinnt“ (gebunden). Durch diese Bindung ist das Bilden einer Luftblase, die sich über mehrere Strukturen erstreckt, erheblich erschwert, da dazu zunächst eine bzw. mehrere Bindungen gelöst werden müssen. Dies bedeutet einen sehr viel größeren Energieaufwand. Somit ist ein wesentlich höherer Unterdruck erforderlich, um eine große Luftblase zu bilden, die sich ablösen und an die Oberfläche aufsteigen kann.

## Biomimetische technische Anwendung
Für technische Anwendungen sind unter Wasser lufthaltende Oberflächen von Interesse, vor allem im Zusammenhang mit der Reibungsreduktion bei Schiffen, der Adsorption von Öl zur Entfernung von Ölfilmen auf Gewässern und für Unterwassersensoren wie neuartige Hydrophone.

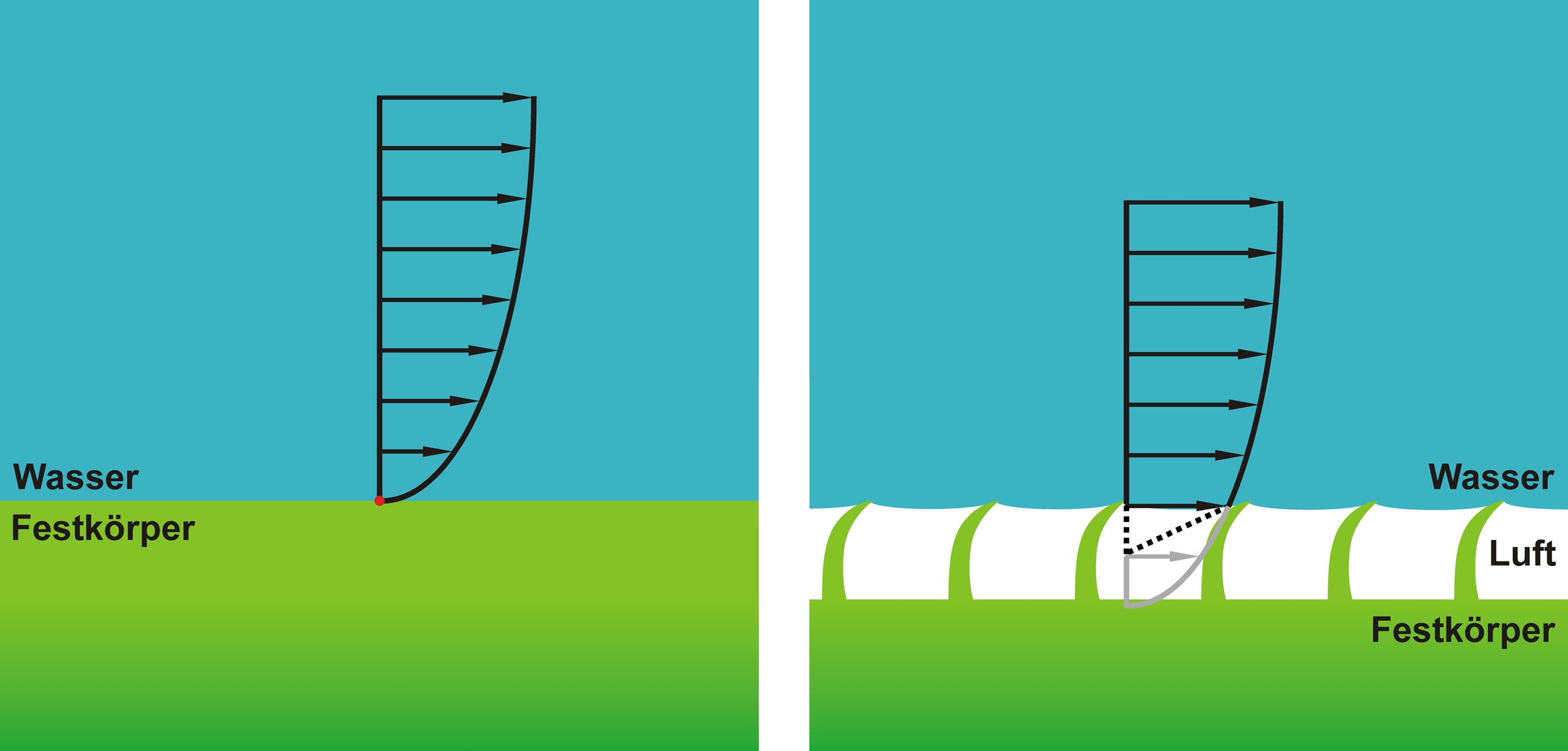
Schematische Darstellung zum Vergleich der Strömungsprofile von Wasser auf einer Festkörperoberfläche und einer lufthaltenden Oberfläche

Reibungsreduktion unter Wasser an Schiffsrümpfen. Durch passive air lubrication kann die Reibung von Schiffen mit Wasser signifikant reduziert werden. Das zugrundeliegende Prinzip ist in der Abbildung schematisch dargestellt. Es zeigt den Vergleich der Strömungsprofile von Wasser, das laminar über eine Festkörperoberfläche bzw. eine lufthaltende Oberfläche strömt.
Bereits 2007 liefen zwei Versuchsboote mit einer um rund 10 % reduzierten Reibung, und das Prinzip wurde in der Folge zum Patent angemeldet. Inzwischen geht man davon aus, dass die Reibungsreduktion über 30 % liegt. Die Luftschicht fungiert als passiver Gleitfilm. Es konnte berechnet werden, dass eine globale Treibstoffersparnis von 32,5 Mio. Tonnen theoretisch möglich wäre, was einer Reduktion der CO2-Emission von 130 Mio. Tonnen entsprechen würde. Durch eine neuartige Gittertechnologie (“GRIDS”) sind besonders belastbare Oberflächen konstruierbar, die im Zusammenhang mit der erprobten active air lubrication („Microbubble-Technologie“) relevant sind.

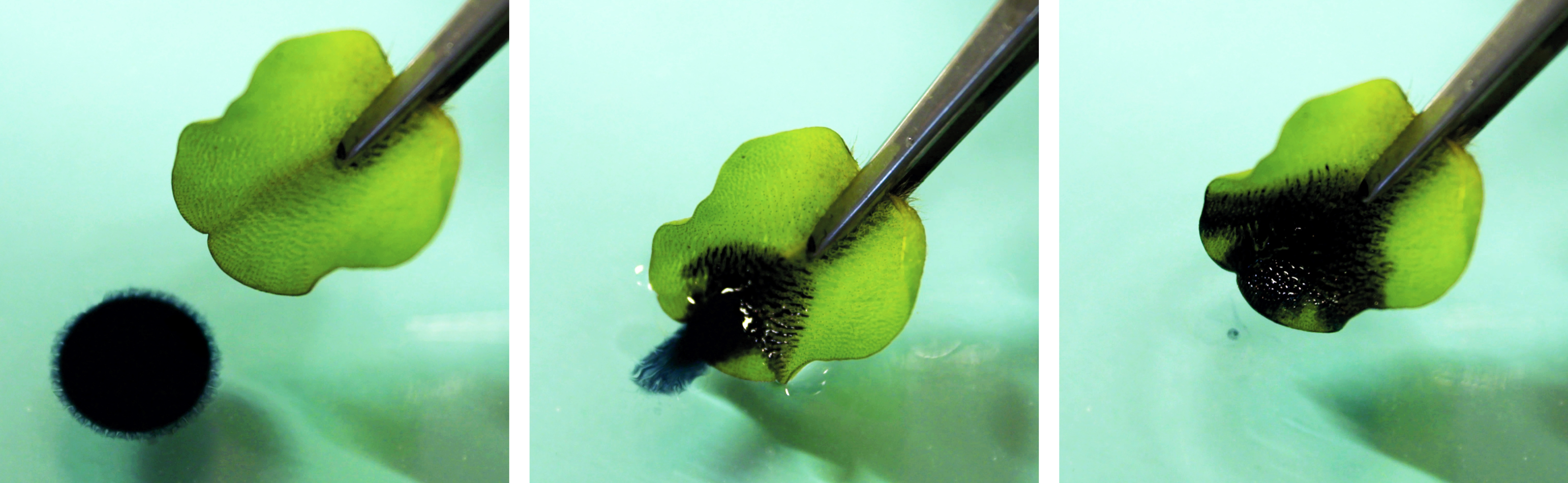
Die Bildfolge zeigt die Aufnahme eines an der Wasseroberfläche schwimmenden Öltropfens durch die Öl-adsorbierende Oberfläche des Schwimmfarns Salvinia molesta.

Öl-Wasser-Trennung und Entfernung von Ölfilmen auf Gewässern. Superhydrophobe Salvinia-Oberflächen sind oleophil und ermöglichen durch Adsorption und Transport, Ölfilme von Wasseroberflächen zu entfernen. Diese Eigenschaft erlaubt die Konstruktion passiver Ölsammler, die umweltfreundlich und nachhaltig Ölfilme von Gewässeroberflächen sammeln.
Sensorik. Am Rückenschwimmer Notonecta konnte ein weiteres Anwendungspotential entdeckt werden: ein Konstruktionsprinzip für Druck- und Strömungssensoren unter Wasser. Durch Druckänderung wird die an der Oberfläche gehaltene Luftschicht expandiert und komprimiert, und der Verlauf der Grenzfläche zwischen Luft und Wasser verändert sich. Die druckabhängigen Bewegungen werden über die Haare (Setae) durch Mechanorezeptoren detektiert – eine neue Möglichkeit zur Konstruktion hochempfindlicher, ortssensitiver Hydrophone.

## Animationen
|  |  |  |